# آرمارمشهدلو
آرمارمشهدلو یک منطقهٔ مسکونی در ایران است که در دهستان اجارود غربی واقع شده‌است. آرمارمشهدلو ۶۳ نفر جمعیت دارد.